# Orbitador Júpiter Ganímedes
El Orbitador Júpiter Ganímedes (JGO) fue parte de la Europa Jupiter System Mission - Laplace. Era un orbitador propuesto por la ESA cuyo despegue estaba previsto para 2020.  Los planes para la misión incluían estudios detallados de las lunas de Júpiter, Ganímedes y Calisto, así como de la magnetosfera joviana.
Fue reemplazada por la misión Júpiter Icy Moon Explorer. 